# Euphaedra reducta
Euphaedra reducta är en fjärilsart som beskrevs av Max Bartel 1905. Euphaedra reducta ingår i släktet Euphaedra och familjen praktfjärilar. Inga underarter finns listade i Catalogue of Life.